# Indira Radić
Indira Radić (Doboj, 14. lipnja 1966.), bosanskohercegovačka je i srbijanska pjevačica turbofolka. Karijeru je počela 1992. s albumom Nagrada i kazna. Proboj na srpskoj estradi imala je 1996. godine kada je snimila album Krug. Bila je najtiražniji izvođač u Srbiji 2003., 2004. i 2005. godine, kada je stekla popularnost s pjesmama Zmaj, Moj živote da l' si živ i Lopov, koju je otpjevala s Alenom Islamovićem. U Bugarskoj je 2005. proglašena za najbolju pjevačicu Balkana.

## Diskografija

### Studijski albumi
- 1992. "Nagrada i kazna"
- 1993. "Zbog tebe"
- 1994. "Ugasi me"
- 1995. "Idi iz života moga"
- 1996. "Krug"
- 1997. "Izdajnik"
- 1998. "Indira"
- 2000. "Milenijum"
- 2001. "Gde ćemo večeras"
- 2002. "Pocrnela burma"
- 2003. "Zmaj"
- 2005. "Ljubav kad prestane"
- 2007. "Lepo se provedi"
- 2008. "Heroji"
- 2011. "Istok, Sever, Jug i Zapad"
- 2015. "Nitko nije savršen"